# Кубок Второй лиги Украины по футболу 1999/2000
1-й розыгрыш Кубка Второй лиги Украины прошёл с 18 августа 1999 года по 6 мая 2000 года. Участие приняло 44 клуба Второй лиги Украины сезона 1999/2000. Победителем стал бориспольский «Борисфен». Вместе с финалистом турнира, СК «Херсон», он получил право участвовать в 1/16 Кубка Украины 1999/2000

## Участники
- «Авангард» (Ровеньки)
- «Адомс» (Кременчуг)
- «Арсенал» (Харьков)
- «Борисфен» (Борисполь)
- «Буковина» (Черновцы)
- «Бумажник» (Малин)
- «Верес» (Ровно)
- «Виктор» (Запорожье)
- «Ворскла-2» (Полтава)
- «Газовик» (Комарно)
- «Галичина» (Дрогобыч)
- «Горняк-Спорт» (Комсомольск)
- «Десна» (Чернигов)
- «Динамо» (Львов)
- «Динамо-3» (Киев)
- «Днепр-2» (Днепропетровск)
- «Звезда-2» (Кировоград)
- «Заря» (Луганск)
- ФК «Калуш»
- «Карпаты-2» (Львов)
- «Кремень» (Кременчуг)
- «Кривбасс-2» (Кривой Рог)
- «Кристалл» (Херсон)
- «Машиностроитель» (Дружковка)
- «Металлист-2» (Харьков)
- «Металлург-2» (Запорожье)
- ФК «Миргород»
- «Нефтяник» (Долина)
- «Нива» (Винница)
- «Оболонь-ПВО-2» (Киев)
- «Олимпия ФК АЭС» (Южноукраинск)
- «Оскол» (Купянск)
- «Подолье» (Хмельницкий)
- «Портовик» (Ильичёвск)
- «Прикарпатье-2» (Ивано-Франковск)
- «Ригонда» (Белая Церковь)
- «Система-Борекс» (Бородянка)
- «Титан» (Армянск)
- «Торпедо» (Мелитополь)
- «Цементник-Хорда» (Николаев)
- «Черноморец» (Севастополь)
- «Шахтёр» (Горловка)
- «Электрон» (Ромны)
- «Энергетик» (Бурштын)

## 1/32 финала
| Команда 1                 | Счёт         | Команда 2                         |
| ------------------------- | ------------ | --------------------------------- |
| 18 августа 1999 года      |              |                                   |
| «Карпаты-2» (Львов)       | 0:1          | «Динамо» (Львов)                  |
| «Нива» (Винница)          | +:-          | «Верес» (Ровно)                   |
| «Энергетик» (Бурштын)     | 1:0          | ФК «Калуш»                        |
| «Галичина» (Дрогобыч)     | 1:0          | «Прикарпатье-2» (Ивано-Франковск) |
| «Ригонда» (Белая Церковь) | 0:0 (п. 3:1) | «Оболонь-ПВО-2» (Киев)            |
| «Звезда-2» (Кировоград)   | 0:1          | «Олимпия ФК АЭС» (Южноукраинск)   |
| «Титан» (Армянск)         | +:-          | «Черноморец» (Севастополь)        |
| «Виктор» (Запорожье)      | 4:1          | «Торпедо» (Мелитополь)            |
| «Металлург-2» (Запорожье) | -:+          | «Днепр-2» (Днепропетровск)        |
| «Арсенал» (Харьков)       | 1:0          | «Машиностроитель» (Дружковка)     |
| «Адомс» (Кременчуг)       | 5:1 (д.в.)   | ФК «Миргород»                     |
| «Шахтёр» (Горловка)       | 2:0 (д.в.)   | «Авангард» (Ровеньки)             |

## 1/16 финала
| Команда 1                       | Итог | Команда 2                    | 1-й матч | 2-й матч |
| ------------------------------- | ---- | ---------------------------- | -------- | -------- |
| «Портовик» (Ильичёвск)          | -:+  | «Титан» (Армянск)            | -:+      | -:+      |
| «Подолье» (Хмельницкий)         | 7:4  | «Цементник-Хорда» (Николаев) | 3:2      | 4:2      |
| «Газовик» (Комарно)             | 1:1  | «Динамо» (Львов)             | 1:1      | 0:0      |
| «Нива» (Винница)                | 1:2  | «Бумажник» (Малин)           | 0:0      | 1:2      |
| «Энергетик» (Бурштын)           | 2:3  | «Буковина» (Черновцы)        | 2:2      | 0:1      |
| «Нефтяник» (Долина)             | 3:2  | «Галичина» (Дрогобыч)        | 3:2      | 0:0      |
| «Система-Борекс» (Бородянка)    | 2:1  | «Ригонда» (Белая Церковь)    | 1:1      | 1:0      |
| «Олимпия ФК АЭС» (Южноукраинск) | -:+  | «Борисфен» (Борисполь)       | 0:5      | -:+      |
| «Десна» (Чернигов)              | 2:5  | «Динамо-3» (Киев)            | 2:4      | 0:1      |
| «Ворскла-2» (Полтава)           | 1:5  | «Горняк-Спорт» (Комсомольск) | 0:3      | 1:2      |
| «Кристалл» (Херсон)             | 6:1  | «Виктор» (Запорожье)         | 4:1      | 2:0      |
| «Днепр-2» (Днепропетровск)      | 3:2  | «Кривбасс-2» (Кривой Рог)    | 1:1      | 2:1      |
| «Электрон» (Ромны)              | -:+  | «Арсенал» (Харьков)          | 2:0      | -:+      |
| «Кремень» (Кременчуг)           | 3:1  | «Адомс» (Кременчуг)          | 2:1      | 1:0      |
| «Шахтёр» (Горловка)             | 1:3  | «Заря» (Луганск)             | 0:0      | 1:3      |
| «Оскол» (Купянск)               | 0:3  | «Металлист-2» (Харьков)      | 0:1      | 0:2      |

## 1/8 финала
| Команда 1                    | Итог | Команда 2                    | 1-й матч | 2-й матч |
| ---------------------------- | ---- | ---------------------------- | -------- | -------- |
| «Динамо» (Львов)             | 1:1  | «Подолье» (Хмельницкий)      | 1:1      | 0:0      |
| «Бумажник» (Малин)           | 3:5  | «Буковина» (Черновцы)        | 3:2      | 0:3      |
| «Система-Борекс» (Бородянка) | 0:3  | «Нефтяник» (Долина)          | 0:0      | 0:3      |
| «Борисфен» (Борисполь)       | 6:0  | «Динамо-3» (Киев)            | 4:0      | 2:0      |
| «Титан» (Армянск)            | 2:2  | «Горняк-Спорт» (Комсомольск) | 1:2      | 1:0      |
| «Днепр-2» (Днепропетровск)   | 1:1  | «Кристалл» (Херсон)          | 1:1      | 0:0      |
| «Арсенал» (Харьков)          | 2:1  | «Кремень» (Кременчуг)        | 1:0      | 1:1      |
| «Заря» (Луганск)             | 2:2  | «Металлист-2» (Харьков)      | 2:2      | 0:0      |

## 1/4 финала
| Команда 1               | Итог | Команда 2                    | 1-й матч | 2-й матч |
| ----------------------- | ---- | ---------------------------- | -------- | -------- |
| «Борисфен» (Борисполь)  | 7:1  | «Нефтяник» (Долина)          | 2:0      | 5:1      |
| «Кристалл» (Херсон)     | 2:1  | «Горняк-Спорт» (Комсомольск) | 1:1      | 1:0      |
| «Подолье» (Хмельницкий) | 5:3  | «Буковина» (Черновцы)        | 2:0      | 3:3      |
| «Металлист-2» (Харьков) | 2:1  | «Арсенал» (Харьков)          | 1:0      | 1:1      |

## 1/2 финала
| Команда 1               | Итог       | Команда 2               | 1-й матч | 2-й матч |
| ----------------------- | ---------- | ----------------------- | -------- | -------- |
| «Металлист-2» (Харьков) | 0:2        | «Кристалл» (Херсон)     | 0:1      | 0:1      |
| «Борисфен» (Борисполь)  | 6:2 (д.в.) | «Подолье» (Хмельницкий) | 2:0      | 4:2      |

## Финал
| 6 мая 2000 | \| «Борисфен» (Борисполь) \| 2:0 протокол (укр.) \| СК «Херсон»[4] \| \| Миклашевич 51′ · Кондратюк 52′ \| Голы \| \| | «Динамо», Киев Зрителей: 500 Судья: Игорь Хиблин (Хмельницкий) |
| «Борисфен»:Черников, Качур, Стоян (Сизон, 46'), Котелюх, Миклашевич, Наконечный, Бидненко, Смалько (Литовчак, 46'), Лактионов (Мельник, 72'), Крохмаль, Кондратюк Гл. тренер: Анатолий Бузник «Херсон»: Борисенко, Тупчиенко (Шевель, 53'), Кучерявый, Смирнов, Запорожченко, Петров, Снозовой (Коляда, 62'), Толкачов, Максимов (Берёзка, 73'), Шарабура, Чопик Гл. тренер: Игорь Малышев | |                                                                |
| «Борисфен» (Борисполь) | 2:0 протокол (укр.)                                                                                                   | СК «Херсон»                                                    |
| Миклашевич 51′ · Кондратюк 52′ | Голы |                                                                |

## Лучшие бомбардиры
| Место | Игрок                 | Клуб        | Матчи | Голы (пен.) |
| ----- | --------------------- | ----------- | ----- | ----------- |
| 1     | Олег Рак              | Борисфен    | 7     | 6           |
| 2     | Александр Крохмаль    | Борисфен    | 7     | 5           |
| 3     | Сергей Рыжих          | Металлист-2 | 7     | 5           |
| 4     | Владимир Крыжановский | Подолье     | 8     | 5           |
| 5     | Николай Головачук     | Буковина    | 5     | 4           |
| 6     | Сергей Бабийчук       | Виктор      | 3     | 3           |
| 7     | Николай Наконечный    | Борисфен    | 6     | 3           |